# Neradnovci
Neradnovci – wieś w Słowenii, w gminie Gornji Petrovci. W 2018 roku liczyła 130 mieszkańców.